# Референдум в Ирландии по Лиссабонскому договору (2009)

Результат референдума по округам. Зелёный — за поправки, красный — против

Повторный референдум в Ирландии по Лиссабонскому договору — референдум по изменению Конституции Ирландии с целью обеспечить ратификацию Лиссабонского договора. Состоялся 2 октября 2009 года после аналогичного референдума 12 июня 2008 года, на котором сторонники Лиссабонского договора потерпели поражение. Явка составила 59 % избирателей.
По результатам референдума большинство (67,13 %) проголосовало за принятие Лиссабонского договора. «За» было отдано большинство голосов во всех округах, кроме Северо-Восточного Донегола и Юго-Западного Донегола.